# جایزه بزرگ موناکو ۱۹۹۲
جایزه بزرگ موناکو ۱۹۹۲ (انگلیسی: ‎1992 Monaco Grand Prix‎) یک مسابقهٔ موتوری در رشتهٔ اتومبیل‌رانی فرمول یک بود که در تاریخ ۳۱ مهٔ ۱۹۹۲ در پیست موناکو واقع در مونت‌کارلو، موناکو برگزار شد. این گراند پری در میان ۱۶ گراند پری در فصل ۱۹۹۲، مسابقهٔ شمارهٔ ۶ بود.
در این مسابقه که در ۷۸ دور و به مسافت ۲۵۹٫۵۸۴ کیلومتر (۱۶۱٫۲۹۸ مایل) برگزار شد، پول پوزیشن توسط نایجل منسل کسب شد و سریع‌ترین زمان برای طی یک دور پیست که برابر با ۱:۲۱٫۵۹۸ بود نیز توسط نایجل منسل به ثبت رسید.
آیرتون سنا از تیم مک‌لارن-هوندا، نایجل منسل از تیم ویلیامز-رنو و ریکاردو پاتریس از تیم ویلیامز-رنو به‌ترتیب مقام‌های اول تا سوم مسابقه را کسب کردند.

## رده‌بندی قهرمانی پس از مسابقه
| جایگاه | راننده         | امتیاز |
| ------ | -------------- | ------ |
| ۱      | نایجل منسل     | ۵۶     |
| ۲      | ریکاردو پاتریس | ۲۸     |
| ۳      | میشائیل شوماخر | ۲۰     |
| ۴      | آیرتون سنا     | ۱۸     |
| ۵      | گرهارد برگر    | ۸      |
| منبع:  |                |        |

| جایگاه | سازنده             | امتیاز |
| ------ | ------------------ | ------ |
| ۱      | ویلیامز-رنو        | ۸۴     |
| ۲      | مک‌لارن-هوندا       | ۲۶     |
| ۳      | بنتون-فورد         | ۲۵     |
| ۴      | فراری              | ۹      |
| ۵      | فوت‌وورک-موگن-هوندا | ۵      |
| منبع:  |                    |        |

یادداشت
- تنها پنج جایگاه نخست از هر رده‌بندی نمایش داده شده‌است.